# جائزة أيطاليا الكبرى 1926
جائزة أيطاليا الكبرى 1926 (بالإنجليزية: 1926 Italian Grand Prix)‏ هو سباق فورمولا 1 أقيم بتاريخ 5 سبتمبر 1926 في مونزا. كان الخامس من أصل 5 في بطولة العالم لسباقات الفورمولا واحد موسم 1926.